# Draft NBA 2021
Il Draft NBA 2021 si è svolto il 29 luglio 2021 (in Italia è cominciato la notte del 30 luglio) al Barclays Center di Brooklyn, New York. È stato trasmesso in televisione a livello nazionale negli Stati Uniti su ESPN. Il sorteggio per l'ordine delle chiamate (NBA Draft Lottery) è stato effettuato il 22 giugno 2021. La prima scelta è stata effettuata dai Detroit Pistons, che hanno selezionato Cade Cunningham.

## Scelte[2]

### Giocatori scelti al 1º giro
|   | Indica un giocatore che è stato selezionato per almeno un All-Star Game |
| * | Indica il giocatore che ha vinto il titolo di Rookie of the Year        |
|   | Indica un giocatore che non ha mai giocato una partita in NBA           |

| Scelta | Giocatore        | Ruolo | Nazionalità     | Squadra NBA           | Provenienza         |
| ------ | ---------------- | ----- | --------------- | --------------------- | ------------------- |
| 1      | Cade Cunningham  | P/G   | Stati Uniti     | Detroit Pistons       | Oklahoma State      |
| 2      | Jalen Green      | G     | Stati Uniti     | Houston Rockets       | NBA G League Ignite |
| 3      | Evan Mobley      | AG/C  | Stati Uniti     | Cleveland Cavaliers   | USC                 |
| 4      | Scottie Barnes * | AG    | Stati Uniti     | Toronto Raptors       | Florida State       |
| 5      | Jalen Suggs      | P/G   | Stati Uniti     | Orlando Magic         | Gonzaga             |
| 6      | Josh Giddey      | P     | Australia       | Oklahoma City Thunder | Adelaide 36ers      |
| 7      | Jonathan Kuminga | AP    | RD del Congo    | Golden State Warriors | NBA G League Ignite |
| 8      | Franz Wagner     | AP    | Germania        | Orlando Magic         | Michigan            |
| 9      | Davion Mitchell  | P     | Stati Uniti     | Sacramento Kings      | Baylor              |
| 10     | Ziaire Williams  | AP    | Stati Uniti     | New Orleans Pelicans  | Stanford            |
| 11     | James Bouknight  | G     | Stati Uniti     | Charlotte Hornets     | Connecticut         |
| 12     | Joshua Primo     | G     | Canada          | San Antonio Spurs     | Alabama             |
| 13     | Chris Duarte     | G     | Rep. Dominicana | Indiana Pacers        | Oregon              |
| 14     | Moses Moody      | G     | Stati Uniti     | Golden State Warriors | Arkansas            |
| 15     | Corey Kispert    | AP    | Stati Uniti     | Washington Wizards    | Gonzaga             |
| 16     | Alperen Şengün   | C     | Turchia         | Oklahoma City Thunder | Beşiktaş            |
| 17     | Trey Murphy      | AP    | Stati Uniti     | Memphis Grizzlies     | Virginia            |
| 18     | Tre Mann         | P     | Stati Uniti     | Oklahoma City Thunder | Florida             |
| 19     | Kai Jones        | C     | Bahamas         | New York Knicks       | Texas               |
| 20     | Jalen Johnson    | AP    | Stati Uniti     | Atlanta Hawks         | Duke                |
| 21     | Keon Johnson     | G     | Stati Uniti     | New York Knicks       | Tennessee           |
| 22     | Isaiah Jackson   | AG/C  | Stati Uniti     | Los Angeles Lakers    | Kentucky            |
| 23     | Usman Garuba     | AG/C  | Spagna          | Houston Rockets       | Real Madrid         |
| 24     | Josh Christopher | G     | Stati Uniti     | Houston Rockets       | Arizona State       |
| 25     | Quentin Grimes   | G     | Stati Uniti     | Los Angeles Clippers  | Houston             |
| 26     | Bones Hyland     | P/G   | Stati Uniti     | Denver Nuggets        | VCU                 |
| 27     | Cam Thomas       | G     | Stati Uniti     | Brooklyn Nets         | LSU                 |
| 28     | Jaden Springer   | G     | Stati Uniti     | Philadelphia 76ers    | Tennessee           |
| 29     | Day'Ron Sharpe   | C     | Stati Uniti     | Phoenix Suns          | North Carolina      |
| 30     | Santi Aldama     | AG/C  | Spagna          | Utah Jazz             | Loyola Maryland     |

### Giocatori scelti al 2º giro
| Scelta | Giocatore              | Ruolo | Nazionalità          | Squadra NBA           | Provenienza         |
| ------ | ---------------------- | ----- | -------------------- | --------------------- | ------------------- |
| 31     | Isaiah Todd            | AG    | Stati Uniti          | Milwaukee Bucks       | NBA G League Ignite |
| 32     | Jeremiah Robinson-Earl | AG    | Stati Uniti          | New York Knicks       | Villanova           |
| 33     | Jason Preston          | P     | Stati Uniti          | Orlando Magic         | Ohio                |
| 34     | Rokas Jokubaitis       | P     | Lituania             | Oklahoma City Thunder | Žalgiris Kaunas     |
| 35     | Herbert Jones          | AP    | Stati Uniti          | New Orleans Pelicans  | Alabama             |
| 36     | Miles McBride          | P     | Stati Uniti          | Oklahoma City Thunder | West Virginia       |
| 37     | JT Thor                | AG    | Stati Uniti          | Detroit Pistons       | Auburn              |
| 38     | Ayo Dosunmu            | P     | Stati Uniti          | Chicago Bulls         | Illinois            |
| 39     | Neemias Queta          | C     | Portogallo           | Sacramento Kings      | Utah State          |
| 40     | Jared Butler           | G     | Stati Uniti          | New Orleans Pelicans  | Baylor              |
| 41     | Joe Wieskamp           | AP    | Stati Uniti          | San Antonio Spurs     | Iowa                |
| 42     | Isaiah Livers          | AP    | Stati Uniti          | Detroit Pistons       | Michigan            |
| 43     | Greg Brown             | AG    | Stati Uniti          | New Orleans Pelicans  | Texas               |
| 44     | Kessler Edwards        | AP    | Stati Uniti          | Brooklyn Nets         | Pepperdine          |
| 45     | Juhann Begarin         | G     | Francia              | Boston Celtics        | Paris               |
| 46     | Dalano Banton          | P     | Canada               | Toronto Raptors       | Nebraska-Lincoln    |
| 47     | David Johnson          | P     | Stati Uniti          | Toronto Raptors       | Louisville          |
| 48     | Sharife Cooper         | P     | Stati Uniti          | Atlanta Hawks         | Auburn              |
| 49     | Marcus Zegarowski      | P     | Stati Uniti          | Brooklyn Nets         | Creighton           |
| 50     | Filip Petrušev         | C     | Serbia               | Philadelphia 76ers    | K.K. Mega Basket    |
| 51     | Brandon Boston         | G     | Stati Uniti          | Memphis Grizzlies     | Kentucky            |
| 52     | Luka Garza             | C     | Bosnia ed Erzegovina | Detroit Pistons       | Iowa                |
| 53     | Charles Bassey         | C     | Nigeria              | Philadelphia 76ers    | WKU                 |
| 54     | Sandro Mamuk'elashvili | C     | Georgia              | Indiana Pacers        | Seton Hall          |
| 55     | Aaron Wiggins          | G     | Stati Uniti          | Oklahoma City Thunder | Maryland            |
| 56     | Scottie Lewis          | G     | Stati Uniti          | Charlotte Hornets     | Florida             |
| 57     | Balša Koprivica        | C     | Serbia               | Charlotte Hornets     | Florida State       |
| 58     | Jericho Sims           | AG    | Stati Uniti          | New York Knicks       | Texas               |
| 59     | RaiQuan Gray           | AG    | Stati Uniti          | Brooklyn Nets         | Florida State       |
| 60     | Giōrgos Kalaitzakīs    | AP    | Grecia               | Indiana Pacers        | Panathinaikos       |